# Mauro Piacenza
Mauro Piacenza (sinh 1944) là một Hồng y người Italia của Giáo hội Công giáo Rôma. Ông hiện đảm trách vai trò Chánh án Tòa Ân giải Tối cao Tòa Thánh. Trước đó, ông còn đảm nhiệm nhiều vai trò khác như Chủ tịch Ủy ban Giáo hoàng về Di sản Văn hoá của Giáo hội, Chủ tịch Ủy ban Giáo hoàng về Khảo cổ học, Tổng Thư kí rồi Tổng trưởng Thánh bộ Giáo sĩ.

## Tiểu sử
Hồng y Mauro Piacenza sinh ngày 15 tháng 9 năm 1944 tại Genova, Italia. Sau quá trình tu học dài hạn các cơ sở chủng viện theo quy định của Giáo luật, ngày 21 tháng 12 năm 1969, Phó tế Piacenza, 25 tuổi, tiến đến việc được truyền chức linh mục. Tân linh mục là thành viên linh mục đoàn Tổng giáo phận Genova, với nghi thức truyền chức cũng do Tổng giám mục Genova là Hồng y Giuseppe Siri cử hành. Từ ngày 11 tháng 3 năm 2000, linh mục Piacenza là Thư kí trợ tá Thánh bộ Tu sĩ.
Ngày 13 tháng 10 năm 2003, tin tức từ Tòa Thánh loan báo tin Giáo hoàng đã tuyển chọn linh mục Mauro Piacenza làm Giám mục Hiệu tòa Victoriana, làm Chủ tịch Ủy ban Giáo hoàng về Di sản Văn hoá của Giáo hội. Lễ tấn phong cho vị giám mục tân chức được cử hành sau đó vào ngày 15 tháng 11 cùng năm, với phần nghi thức truyền chức được cử hành bởi chủ phong là Hồng y Tarcisio Pietro Evasio Bertone, S.D.B., Tổng giám mục Genova. Hai vị còn lại, với vai trò phụ phong, gồm có Hồng y Darío Castrillón Hoyos, Chủ tịch Ủy ban Giáo hoàng "Ecclesia Dei" và Giám mục Alberto Tanasini, Giám mục Phụ tá Genova. Tân giám mục chọn cho mình khẩu hiệu: Una quies in veritate.
Ngày 28 tháng 8 năm 2004, Tòa Thánh quyết định chọn linh mục Mauro Piacenza làm Chủ tịch Ủy ban Giáo hoàng về Khảo cổ học. Ba năm sau đó, ngày 7 tháng 5 năm 2007, Giám mục Piacenza được thăng Tổng giám mục, với nhiệm vụ được trao là Tổng Thư kí Thánh bộ Giáo sĩ. Ba năm sau đó, ngày 7 tháng 10 năm 2010, Tổng giám mục Piacenza được chọn làm Tổng trưởng Thánh bộ Giáo sĩ.
Ngày 20 tháng 11 năm 2010, Giáo hoàng Biển Đức XVI vinh thăng Tổng giám mục Piacenza làm Hồng y, với phẩm trật Hồng y Đẳng Phó tế Nhà thờ San Paolo alle Tre Fontane. Ngày 2 tháng 4 năm 2011, tân hồng y đã đến nhận nhà thờ hiệu tòa của mình. Ngày 16 tháng 1 năm 2013, ông kiêm thêm chức danh Chủ tịch Ủy ban liên bộ về các ứng cử viên đến Án Phong Thánh.
Từ ngày 21 tháng 9 năm 2013, ông được chọn làm Chánh án Tòa án Ân giải Tối cao.